# Aitor Embela
Aitor Embela Gil uváděný i jako Aitor Mbela Gil (* 13. května 1985) je ve Španělsku narozený fotbalový brankář, který reprezentuje Rovníkovou Guineu. V současné době působí v mládežnickém týmu klubu Málaga CF.

## Reprezentační kariéra
3. ledna 2015 jej argentinský trenér Esteban Becker zařadil na 23člennou soupisku Rovníkové Guineje pro Africký pohár národů 2015, který se konal právě v této zemi.
7. ledna 2015 debutoval v A-mužstvu Rovníkové Guiney v přátelském zápase s Kapverdami (remíza 1:1).